# Raajärvi
Raajärvi är en sjö i kommunen Kouvola i landskapet Kymmenedalen i Finland. Sjön ligger 83,4 meter över havet. Arean är 1,1 kvadratkilometer och strandlinjen är 6,98 kilometer lång. Sjön  ingår i Kymmene älvs huvudavrinningsområde.   Den ligger omkring 75 km norr om Kotka och omkring 130 km nordöst om Helsingfors. 
I sjön finns de små öarna Isosaari och Vähäsaari. 